# Bosques de Palermo
Pour les articles homonymes, voir Bosques et Tres de Febrero.
Les Bosques de Palermo (en français : les bois de Palermo), officiellement le Parque Tres de Febrero (en français : le parc du 3-Février), sont une grande zone verte de 25 hectares située dans le quartier de Palermo, à Buenos Aires, capitale de l'Argentine. Localisés entre les avenues « Avenida Casares » et « Avenida del Libertador », ils sont remarquables pour leurs arbres, leurs lacs et leurs roseraies. L'architecte franco-argentin Carlos Thays participa à la mise en forme de ce grand parc.
Les Bosques de Palermo sont très fréquentés, que ce soit à pied ou à bicyclette, et l'affluence augmente notablement en fin de semaine. On peut également y faire des promenades en barque sur les trois lacs artificiels qui y ont été aménagés.
Dans ce secteur de la ville se trouve aussi le planétarium Galileo-Galilei, dont la construction est très particulière, puisqu'il s'agit d'une sphère supportée par trois arches. À l'intérieur se déroulent des projections où l'on peut observer les planètes et les étoiles de la galaxie.
Il y a aussi dans ce secteur de la ville, le Jardin japonais ainsi que la grande roseraie El Rosedal, le Jardin zoologique et le Jardin botanique, qui finissent dans la Plaza Italia, qui est le centre du barrio (quartier) de Palermo, avec l'importante Avenida Santa Fe. :)

## Accès en métro
- Depuis le centre-ville, on y accède par la ligne de métro , station Plaza Italia sous la place de même nom. En descendant l’Avenida General Sarmiento vers le nord-nord-est, on croise d'abord l'Avenida del Libertador, juste avant d'y pénétrer (les Bosques de Palermo sont à 600 mètres de la station de métro).